# 星光電訊
星光電訊國際控股有限公司，簡稱星光電訊國際控股、星光電訊國際，以及星光電訊（英語：STAR TELECOM INTERNATIONAL HOLDING LIMITED，港交所除牌時0383.HK），是香港的主要傳呼服務供應商，創辦人黃金富於1978年創辦，1991年於香港上市， 除了傳呼業務外，星光亦涉足多個範籌，包括軟件開發、影碟影帶及唱片發行等。其影視及音樂事業於1996年售予中國星集團 ，1998年8月2日結業。
而該公司前身為「星光傳訊（國際控股）有限公司」。

## 旗下公司
- 星光傳訊（系統顧問）有限公司
- 星光國際網絡
- 星光鐳射影碟有限公司
- 星光娛樂有限公司
- 星光唱片有限公司

## 另見
- 香港傳呼業

## 外部連結
- 星光'王者之PHONE'獲1992年香港工業獎
- 中英文資訊電視接收器獲1991年香港工業獎